# اسوتلانا کوریتووا
اسوتلانا کوریتووا (روسی: Светлана Вадимовна Корытова؛ زادهٔ ۲۴ مارس ۱۹۶۸) بازیکن والیبال اهل روسیه یود.